# ثقافة حلف

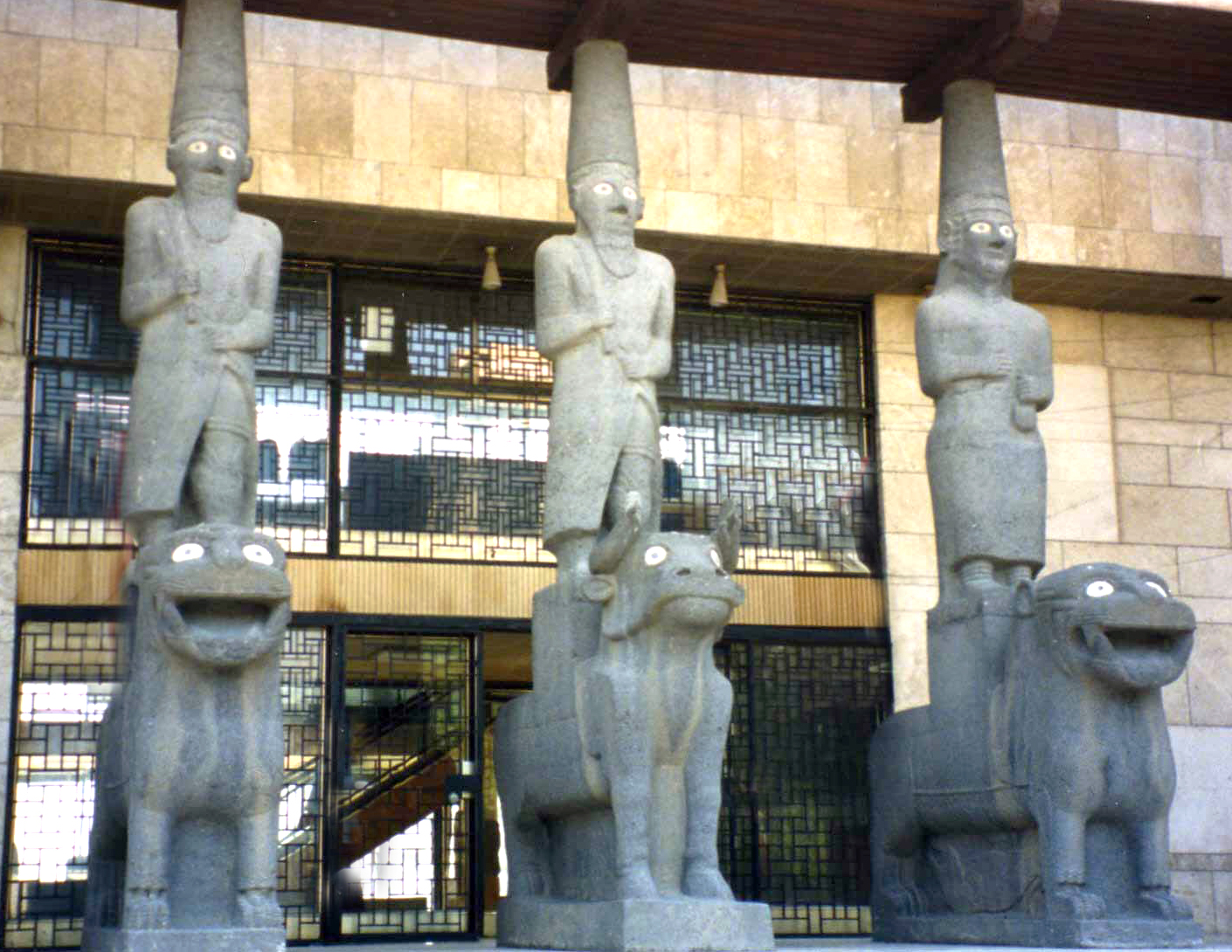
اثار من تل حلف في المدخل الرئيسي لمتحف حلب

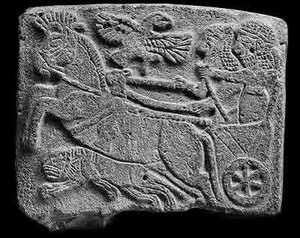
مشهد بارز للصيد على بازلت عـُثر عليه في تل حلف، يعود تاريخه إلى 850–830 ق.م.

الثقافة الحلفية أو حضارة حلف فترة زمنية في تاريخ بلاد الرافدين أخد إسمه من الموقع الأثري في منطقة سري كانيه (رأس العين) في محافظة الحسكة شمال شرق سوريا، فيه أول كشف لآثار من العصر الحجري الحديث، وأسميت نسبة للمنطقة بالحضارة الحلفية (تل حلف). تتميز بالفخاريات المزججة المزينة برسوم هندسية ورسوم حيوانات. تعود آثار الموقع إلى الألف السادسة قبل الميلاد، وكانت بعدها موقعا لمدينة غوزانا في الدولة الآرامية.
تم الكشف في تل حلف عن أهم المدن الاثرية وأقدمها وهي مدينة گوزانا الواقعة في جنوبي مدينة رأس العين (سري كانيه) السورية، والتي تعد من أقدم المناطق الحضارية في تاريخ الحضارات البشرية. أظهر التنقيب في هذا التل عن طبقات حضارية متعاقبة ومنحوتات بازلتية جميلة كانت تزين جدران مباني المعبد والقصر. واشتهر فخاره باسم «فخار تل حلف» وعثر في تل حلف على الكثير من المكتشفات الهامة مثل الاختام وقطع من البرونز والعقود والأساور والخواتم والحلي المنوعة تعود للعصر الآرامي ومقبرة تعود لعصر (كامارا) ومعبد آشوري ومصنوعات من العاج والعظام ومنحوتات بازلتية مثل العربات التي تجرها الأحصنة والتماثيل وغيرها.
يقع تل حلف (غوزانا القديمة) الأثري على الضفة الغربية لنهر الخابور، بالقرب من الحدود السورية-التركية، وعلى بعد 3 كيلومتر جنوب غربي منطقة سري كانيه (رأس العين) السورية. تم اكتشاف الموقع من قبل العالم الألماني ماكس فون أوپنهايم من خلال أسبار أجراها عام 1899، بعد إبلاغ بعض المواطنين له بوجود تماثيل في منطقة تل حلف، وحفريات أخرى قام بها بين الأعوام 1911 و 1913 و 1927 و 1929. وقد دلّت التنقيبات الأثرية أن الاستيطان ابتدأ في الموقع منذ الألف السادس قبل الميلاد، ثم أصبح مستوطنة مزدهرة في الألف الخامس قبل الميلاد، قبل أن يغدو في مطلع الألف الأول قبل الميلاد، عاصمة لمملكة بيت بخياني الآرامية والتي تعد الأقوى بين ممالك الشمال الآرامية، وكان اسم المدينة عندها (جوزانا).

## الخط الزمني
تل حلف هو موقع نمطي حضارة حلف التي تطورت من النيوليتي الثالث في هذه الموقع بدون أي انقطاع كبير. ازدهر موقع تل حلف من حوالي 6100 إلى 5400 ق.م. وهي الفترة الزمنية التي يشار إليها باسم فترة حلف. حضارة حلف أعقبتها في شمال بلاد الرافدين حضارة عبيد. هـُجر الموقع بعد ذلك لفترة طويلة.
وفي القرن 10 ق.م. اتخذ حكام المملكة الآرامية الصغيرة بيت بحياني عاصمة ملكهم في تل حلف، التي أعادوا تأسيسها تحت اسم گوزانا. الملك كپارا بنى ما سمي بيت حيلاني، وهو قصر على الطراز الحيثي الجديد بزخارف سخية من التماثيل البارزة.
وفي عام 894 سجل الملك الآشوري عضد نيراري الثاني الموقع في سجلاته كأحد المدن-الدول الآرامية الدافعة للجزية. وفي عام 808 أُحيلت المدينة ومحيطها إلى مقاطعة في الامبراطورية الآشورية. وكان مقر حاكم المقاطعة قصر في الجزء الشرقي من ربوة القلعة. گوزانا ظلت حية بعد انهيار الإمبراطورية الآشورية وظلت مأهولة حتى الفترة الرومانية الپارثية.

## الاقتصاد
قام سكان تل حلف بزراعة الأراضي الجافة. وقد اعتمد هذا النوع من الزراعة على استغلال الأمطار بدون مساعدة من الري، وهو نشاط مماثل لما يقوم به هنود هوپي في أريزونا حتى اليوم. وقد زرعوا قمح ثنائي الحبة وقد احتفظوا بالماشية والأغنام والماعز .

## العمارة
وأظهرت الحفريات مدينة تعود إلى العصر الحديدي، لها مخطط مستطيل مساحته (600×300 متر) محاطة بنظام دفاعي من الأسوار المتضمنة أبراجاً ذات مسافات منتظمة. تحيط المدينة الخارجية بالمدينة الداخلية ذات المساحة (150×200 متر)، والموجودة في الجهة الشمالية المركزية، والتي تقوم فيها الأبنية الهامة كالقصر والقلعة.

## فخار تل حلف

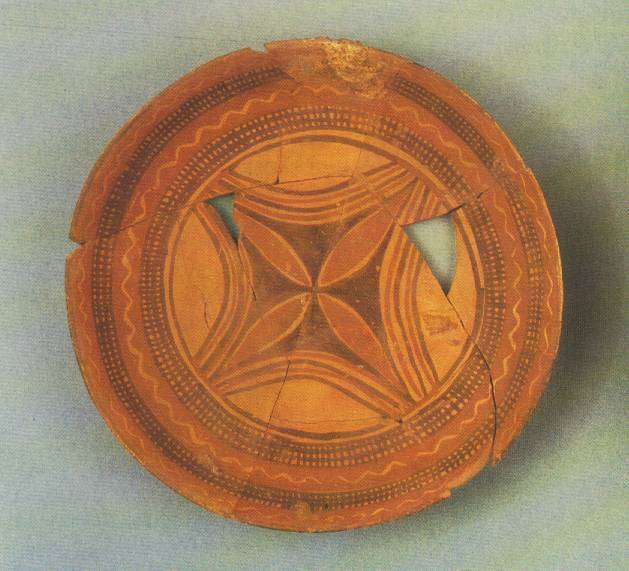
صورة لآنية من تل حلف

وقد أمكن حصر فترتين رئيسيتين من استيطان الموقع، الأولى هي فترة تمتد من أواخر الألف السادس قبل الميلاد، وحتى منتصف الألف الخامس قبل الميلاد، وقد وجدت فيها مساكن مستديرة وآنية فخارية جميلة دقيقة ومتعددة الألوان، بينها مجموعة كبيرة مزخرفة بطلاء جميل لامع أقرب إلى التزجيج، مصقولة أو مزينة بأشكال هندسية ونباتية وحيوانية وإنسانية، وهناك أيضاً مجموعة مميزة من الأواني الحجرية والنحاسية والصوانية، وتماثيل مصنوعة باليد. ولتميز المجموعة الفخارية فقد أطلق اسم الموقع على الفخار المشابه أينما وجد، وأصبح يعرف باسم فخار تل حلف، والذي وجد مثيله في مواقع عديدة منتشرة في شمال سورية والعراق وحتى بحيرة وان في قلب القوقاز. ومن أشهر هذه المواقع السوية الرابعة في رأس شمرة، وتل عربجية وتل ياريم تپه في العراق. وقد عثر على هذه الطبقة على عمق 22 متر شمالي سفح التل.
ويبدو أن الموقع قد تم هجره حتى الفترة الثانية من بداية الألف الأولى قبل الميلاد، عندما أصبح تل حلف أحد الممالك الآرامية في شمالي سورية، وعرف في السجلات الآشورية باسم جوزانا، والتي هي مركز منطقة بيت بحياني الآرامية، وفي القرن الثامن قبل الميلاد أصبحت جوزانا مقاطعة آشورية.
ومن أهم المكتشفات العائدة لهذا العصر بالإضافة إلى المساكن والبيوت، القصر الذي كشف فيه عن نقوش ومنحوتات تعود إلى الملك الآرامي كابارا بن قاديانو، وقد شيد هذا القصر وفق المخطط المعروف بـ«بيت هيلاني» أي البيت العالي، وتألف من قاعة مستطيلة أولى تليها قاعة مستطيلة ثانية هي قاعة العرش، أمامها باحة مكشوفة مسوّرة، لها مدخل ضخم يليه درج كبير من الحجر المنحوت، وتم تزيين المدخل بمنحوتات حجرية ضخمة، ونقوش بارزة، وتتضمن هذه المنحوتات والنقوش جنوداً واقفين بأسلحتهم أو في وضع مبارزة أو صيد حيوانات مختلفة، بالإضافة إلى مخلوقات متمازجة تتضمن شكل الإنسان العقرب، الإنسان السمكة، الرجال الثيران، الأسود المجنحة، وشكل آدمي برأس أسد وغيرها، وتضم النقوش مشاهد الحرب والصيد والطيور، وصراع الوحوش وبعض الكائنات الخرافية، كما تضم مشاهد دينية ومشاهد قرابين، وقد وجد أيضاً مدفن ملكي يحتوي العديد من الأواني والتحف.
نُقلت معظم هذه المنحوتات إلى متحف پرگامون في برلين، وعرضت في جناح خاص سمي «متحف حلف» ورغم تدمير المتحف في الحرب العالمية الثانية، فقد بوشر في السنوات الأخيرة بإعادة ترميم ما تبقى من هذا الجناح، أما المنحوتات الأخرى فهي موجودة في متحف حلب.
تظهر هذه المكتشفات تميز صناعة المنحوتات في تل حلف وشمال سوريا، عن فنون باقي المنطقة، وتمتعها بخصوصية لافتة، مما دفع إلى الاعتقاد باختلاف الموروث الحضاري لهؤلاء الفنانين، في فترة ازدهار مملكة بيت بحياني وعاصمتها غوزانا، التي كانت أكبر وأقوى الممالك الآرامية في الجزيرة السورية.